# Rhyacophila kardakoffi
Rhyacophila kardakoffi là một loài Trichoptera trong họ Rhyacophilidae. Chúng phân bố ở miền Cổ bắc.